# Лураги, Нино
Нино Лураги (Nino Luraghi; род. 1964, Турин) — итальянский историк, эллинист, специалист в области социальной и культурной истории, в особенности истории культуры раннеэллинистических Афин. Доктор философии (1992), Wykeham Professor of Ancient History Оксфорда, феллоу Нью-колледжа, прежде именной профессор (D. Magie Professor) классики Принстона (с 2009) и проф. Гарварда. Получил образование в Италии и Германии.
Окончил Университет Ка-Фоскари (магистр, 1987). Докторскую степень Dottorato di ricerca по истории античности получил в Римском университете. С 1995 года феллоу Фрайбургского университета (по 1999). С 1997 ассистент-профессор Пармского университета, а с 1999 — Гарварда. В 2003—2004 годах ассоциированный профессор Торонтского университета. В 2005—2008 годах профессор Гарварда. С 2008 года профессор Принстона, с 2009 года именной.
Автор The Ancient Messenians. Constructions of Ethnicity and Memory (Cambridge: Cambridge University Press, 2008) {Рец.}.
Редактор The Historian’s Craft in the Age of Herodotus (2007). Соредактор The Politics of Ethnicity and the Crisis of the Peloponnesian League (2009) {Рец.}.
Соредактор The Polis in the Hellenistic World (Franz Steiner Verlag, Stuttgart 2018, 262 pp.) {Рец.}.